# Enrique Baquedano
Enrique Baquedano Pérez (Soria, 5 de mayo de 1958) es un arqueólogo español, licenciado en Geografía e Historia por la Universidad Complutense de Madrid y Doctor por la Universidad de Valladolid. Dirige el Museo Arqueológico y Palentológico de la Comunidad de Madrid y el Parque Arqueológico de Pinilla del Valle

## Biografía
Obtuvo su licenciatura en Geografía e Historia por la Universidad Complutense de Madrid en 1980, con su memoria de licenciatura "El arte cuaternario en la cuenca del Cares-Deva" y que dirigió Martín Almagro Basch. En 2016 presentó su tesis doctoral en la Universidad de Valladolid, bajo la dirección de Juan Luis Arsuaga y Manuel Domínguez-Rodrigo, con la tutoría de Germán Delibes, con el título "Carnívoros y homínidos: el debate caza vs. Carroñeo a la luz de las técnicas tafonómicas", obteniendo la calificación de sobresaliente cum laude.
En el año 1981 fue socio fundador y primer presidente de la Asociación de Amigos del Museo Numantino, que promueve numerosas conferencias, excursiones, publicaciones y otros actos encaminados a la conservación del Patrimonio Histórico en Soria. Creó NUMANTIA. Investigaciones Arqueológicas en Castilla y León y AREVACON, Boletín de la Asociación de Amigos del Museo Numantino.
Fue director de Revista de Arqueología de 1982 a 1983 y, a continuación, director general de Patrimonio Cultural de Castilla y León (1983-1986). Asimismo participó en la redacción de la Ley del Patrimonio Histórico Español de 1985.
Posteriormente, fue Asesor ejecutivo del Ministerio de Cultura en la Dirección General de Bellas Artes y Archivos (1987-1988). Fue Secretario y Gestor del programa de Patrimonio Histórico en el Plan Nacional de Investigación y Desarrollo de la CAYCIT. 
Luego dirigió el Círculo de Bellas Artes (1990-96).
En 1997 elaboró el decreto de creación del Museo Arqueológico Regional.
Desde 1999 es director y gerente del Museo Arqueológico y Palentológico de la Comunidad de Madrid desde donde edita las guías del MAR, así como los catálogos de las exposiciones temporales y la publicación de la Revista “ZONA ARQUEOLOGICA”. Ha sido vocal del Patronato del Museo Arqueológico Nacional, por libre designación entre arqueólogos de reconocido prestigio, y socio de honor y Presidente de la Asociación de Amigos de la Arqueología.
Entre 2001 y 2012 codirige las excavaciones en el yacimiento carpetano de El Llano de la Horca (Santorcaz), junto a Gonzalo Ruiz Zapatero, Gabriela Märtens y Miguel Contreras.
Codirige las excavaciones de PInilla del Valle junto a Juan Luis Arsuaga y Alfredo Pérez González desde el 2002.
Desde 2009 codirige las excavaciones en Olduvai Gorge (Tanzania) con Manuel Domínguez Rodrigo.
Codirige, junto con Manuel Domínguez-Rodrigo, el Instituto de Evolución en África (IDEA), creado en el año 2010 y que tiene como objetivo básico dar un pleno apoyo a la investigación española en África.
Es miembro correspondiente del Instituto Arqueológico Alemán y además ha participado en diferentes congresos y conferencias del rubro arqueológico.
Ha organizado y dirigido congresos, seminarios y ciclos de conferencias nacionales e internacionales. Ha sido comisario de varias exposiciones de arqueología, destacando “La Cuna de la Humanidad”. 
Ha publicado 228 artículos de temática arqueológica, más de la mitad de los cuales han sido editados en revistas de impacto, como el artículo «A symbolic Neanderthal accumulation of large herbivore crania», que fue portada de la revista Nature Human Beaviour.

## Reconocimiento
- Premio Castilla y León del Patrimonio Histórico 2011.[8]

- En 2019, el Ayuntamiento de Alcalá de Henares le concedió el Premio Ciudad de Alcalá de Patrimonio Mundial.[9]
- Premio de Cultura en Patrimonio Histórica de la Comunidad de Madrid, en 2024.

## Galería

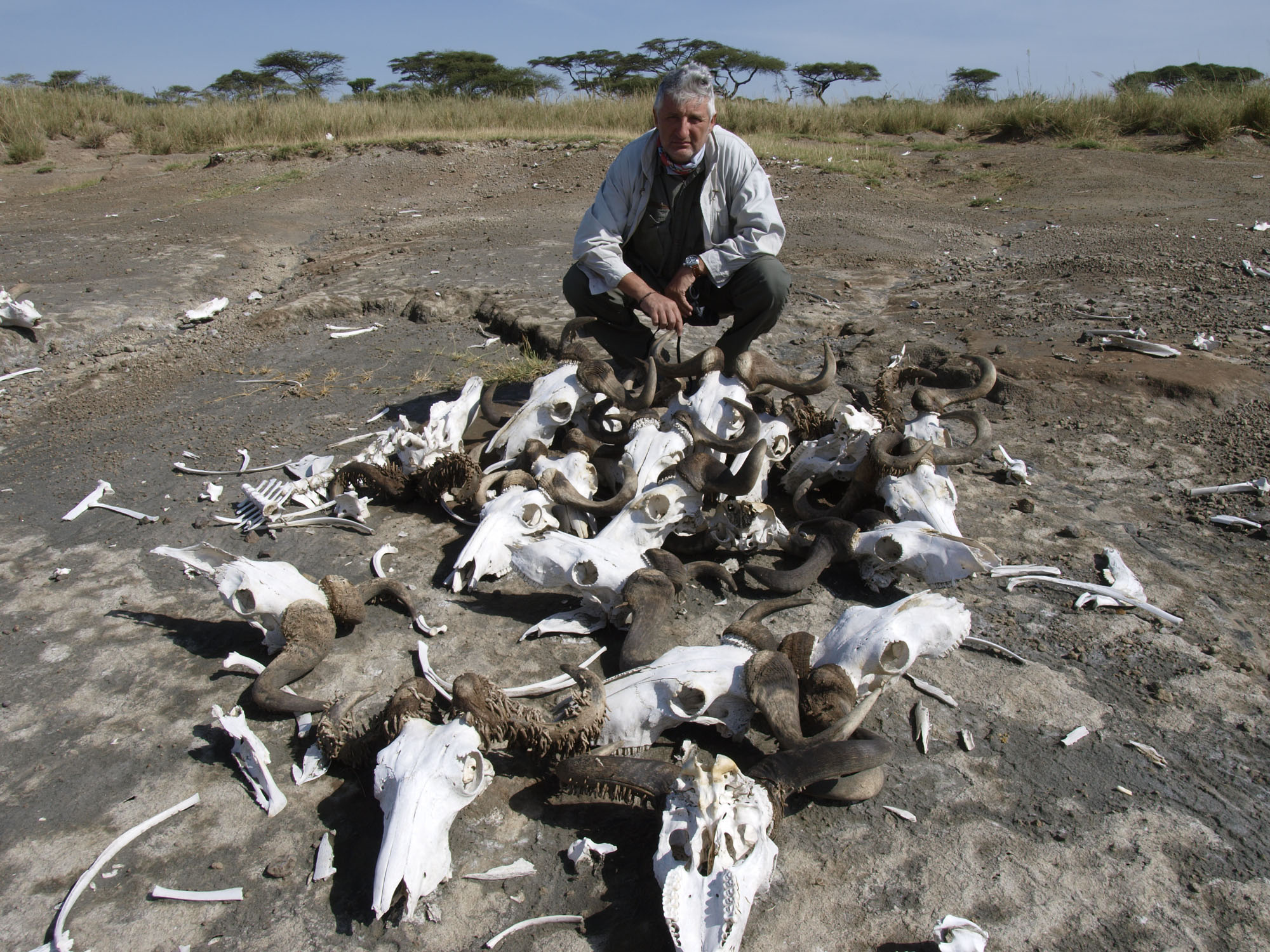
Enrique Baquedano junto a cráneos de ñus en la Garganta de Olduvai. Tanzania, junio de 2012.
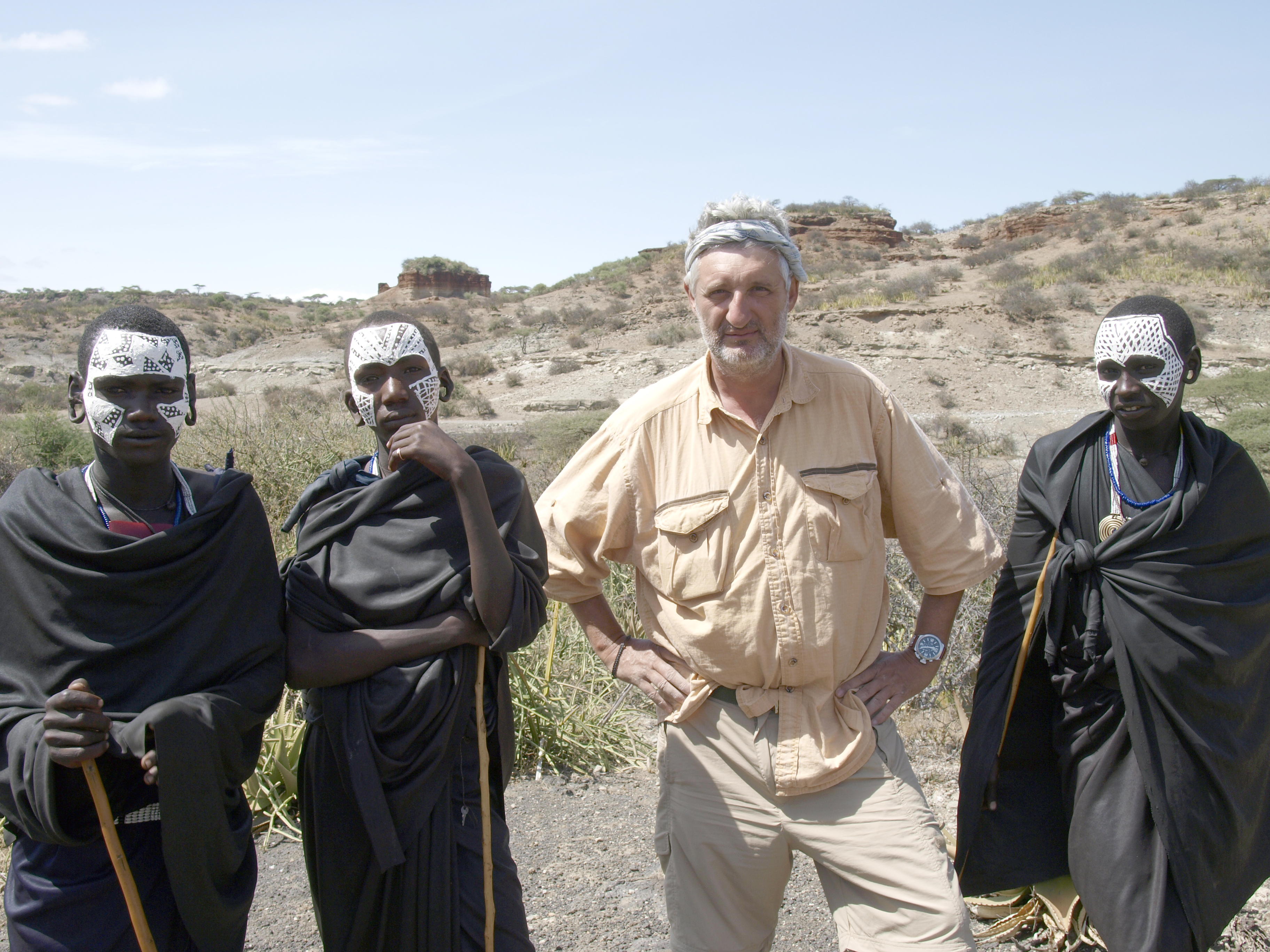
Enrique Baquedano con guerreros masáis morani en la Garganta de Olduvai. Tanzania, junio de 2012.
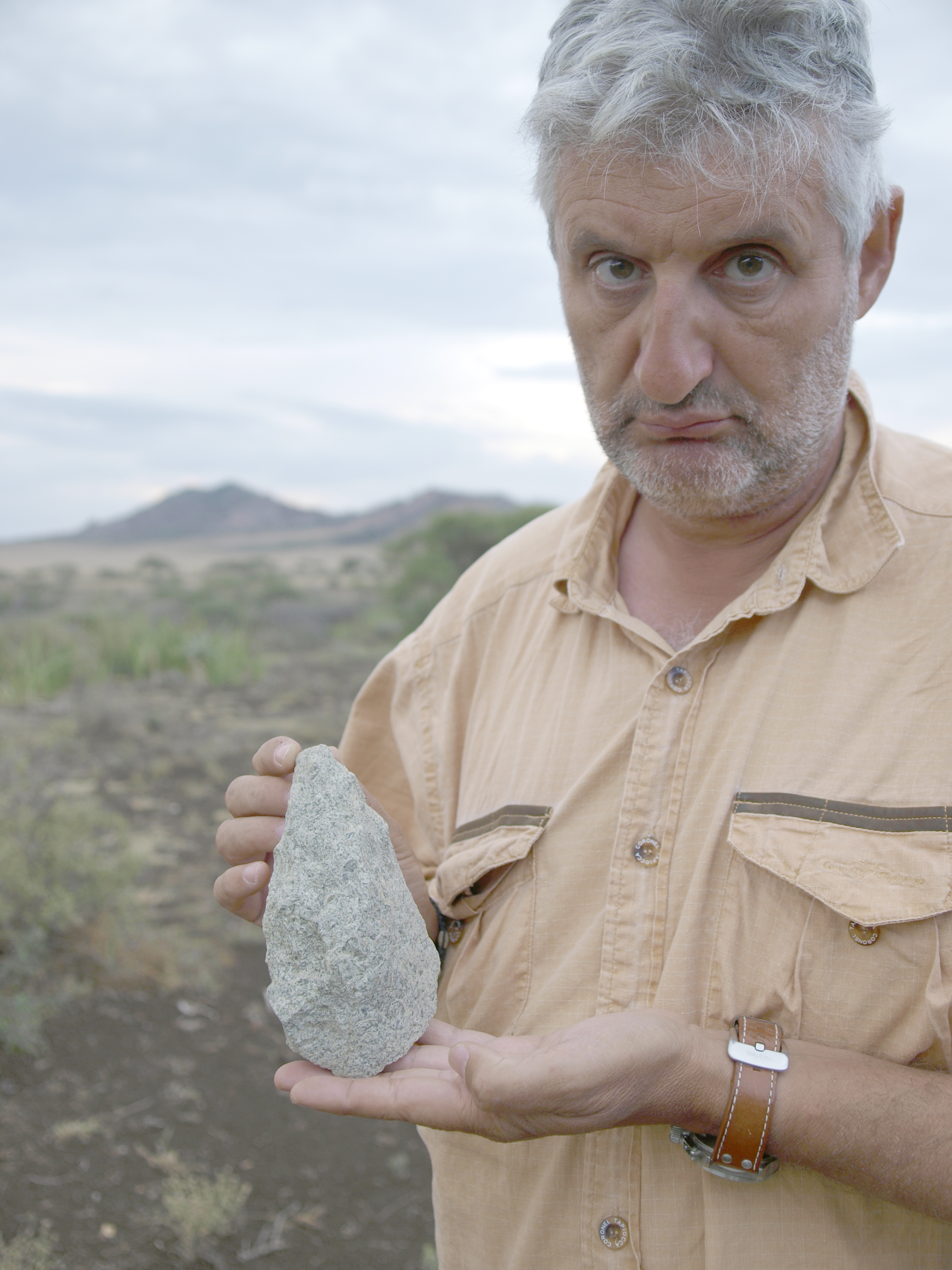
Enrique Baquedano en Olduvai con un bifaz de tipo amigdaloide en la Garganta de Olduvai. Tanzania, junio de 2012.
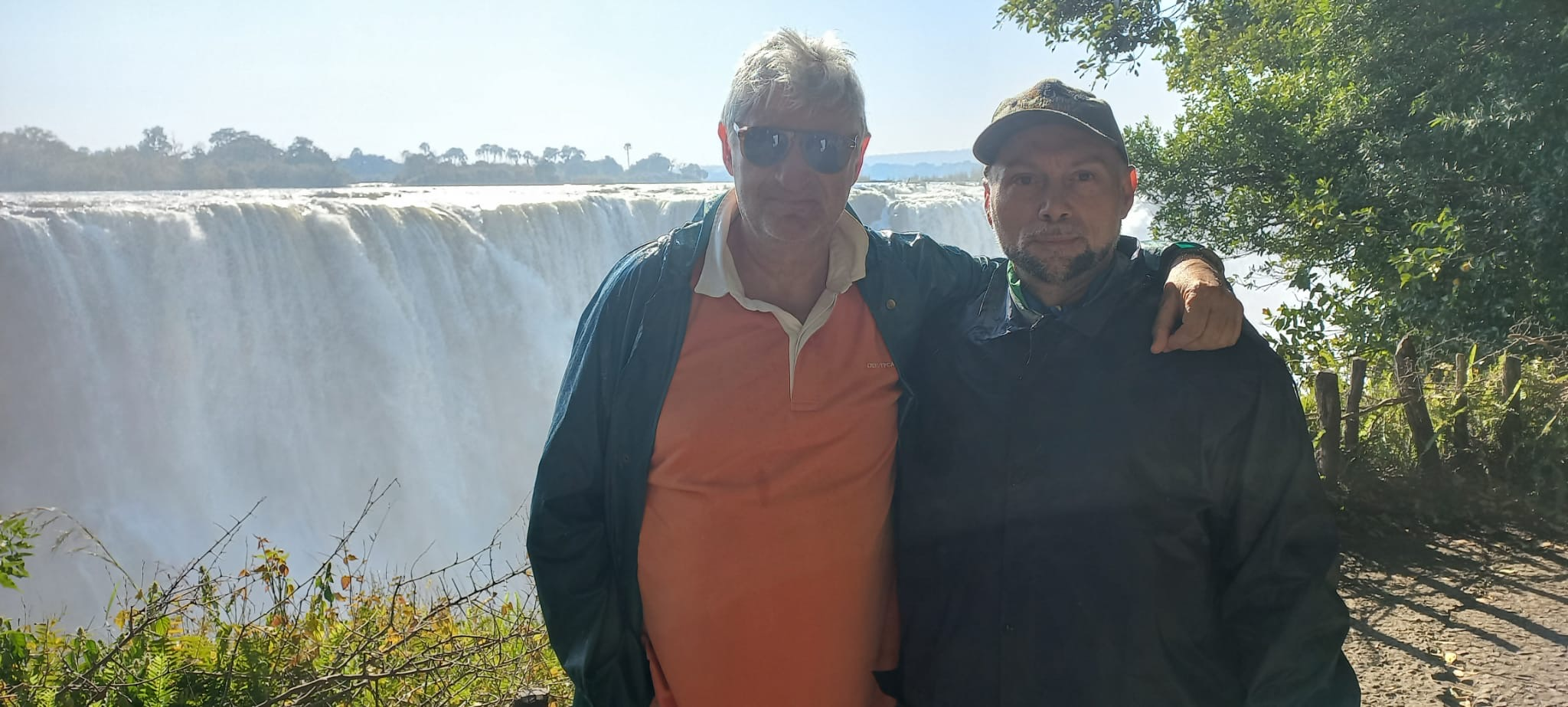
Con Manuel Domínguez Rodrigo en Victoria Falls
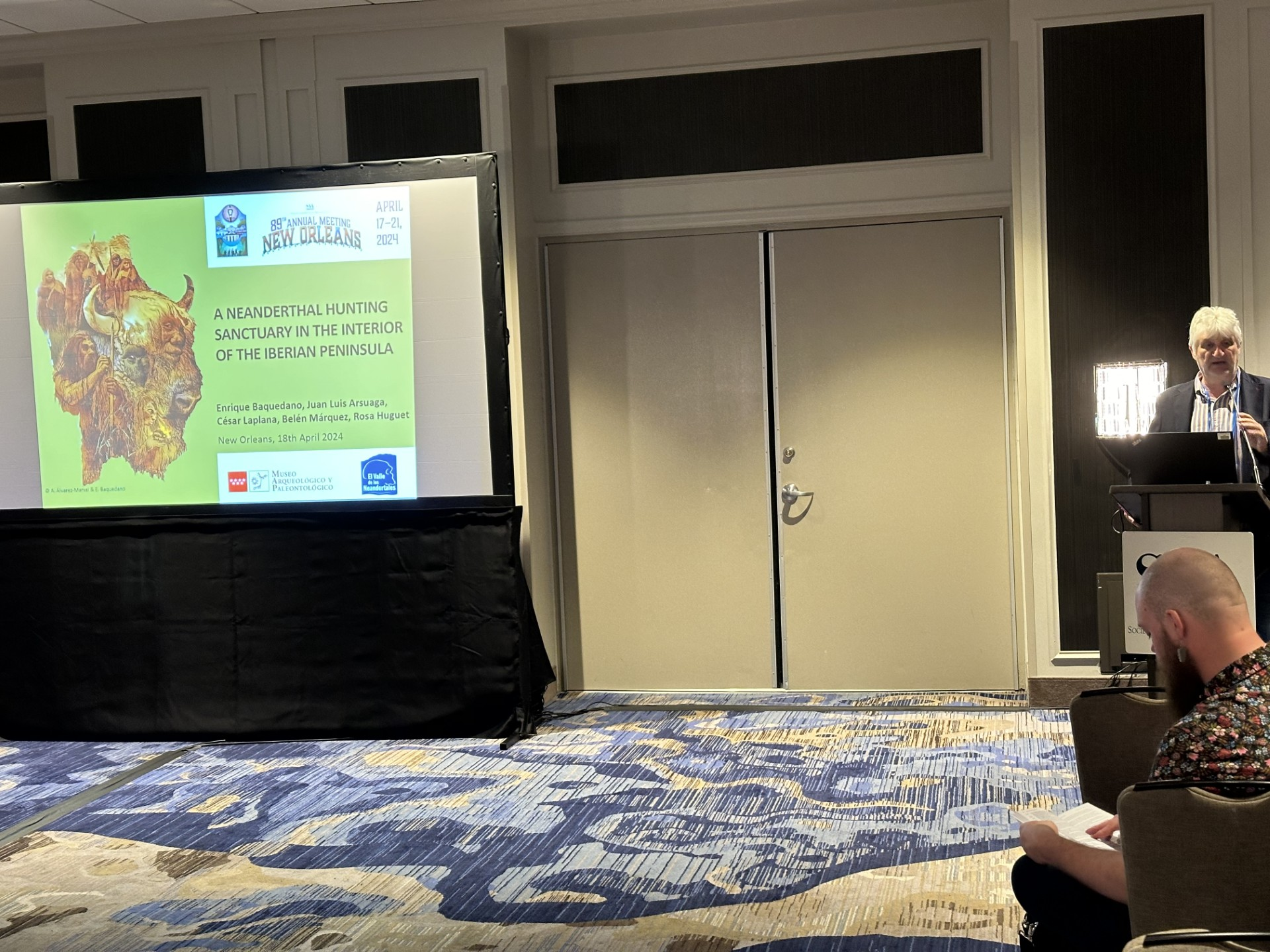
Presentando Pinilla del Valle en el SAA, en New Orleans
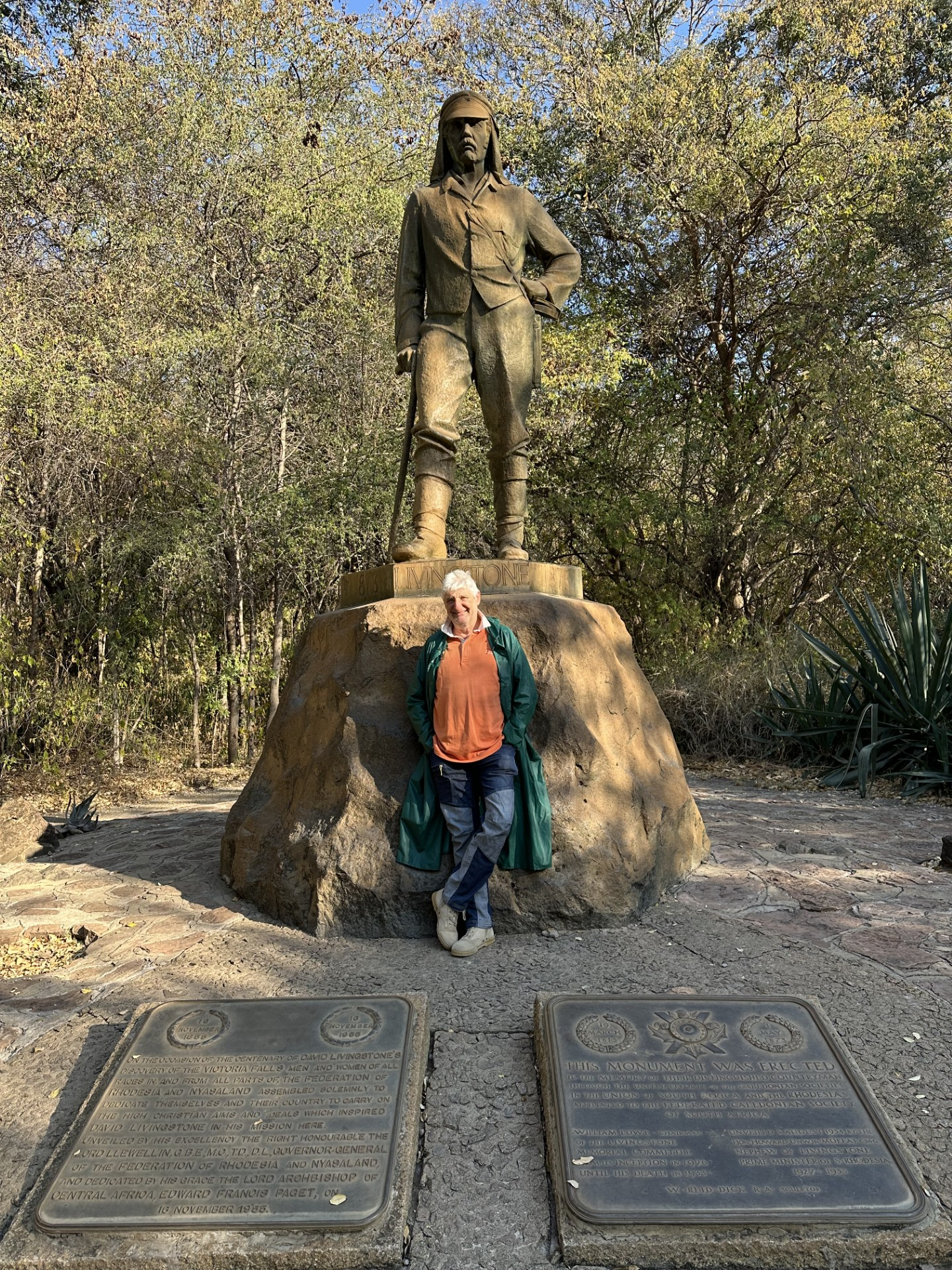
Con Livingstone en las Victoria Falls